# Jezioro Górczyckie
Jezioro Górczyckie – jezioro w woj. podlaskim, w powiecie augustowskim, w gminie Płaska.
Jezioro Górczyckie położone jest na Równinie Augustowskiej, w centrum Puszczy Augustowskiej. Linia brzegowa jeziora jest postrzępiona, zaś brzegi niskie, w wielu miejscach zabagnione, od północy porośnięte lasem. Jezioro stopniowo rozszerza się od południowego zachodu i największą szerokość uzyskuje w części północno-wschodniej.
Przez jezioro prowadzi szlak Kanału Augustowskiego. Na wschodzie jezioro łączy się poprzez śluzę Gorczyca i sztuczny przekop z jeziorem Orle. W płn.-wsch. części akwenu znajduje się też kanał ulgi z jazem, służący do odprowadzania nadmiaru wody. Z zachodniej części jeziora wychodzi najdłuższy sztuczny odcinek Kanału Augustowskiego, który prowadzi do śluzy Swoboda i Jeziora Studzienicznego. Odcinek ten jest szczytowym, czyli najwyżej położonym fragmentem Kanału Augustowskiego.
Na północ od jeziora położona jest wieś Gorczyca, zaś na południe – Płaska. Na południowo-wschodnim brzegu usytuowana jest stanica wodna PTTK Płaska.

## Dane morfometryczne
Powierzchnia zwierciadła wody według różnych źródeł wynosi od 22,1 ha do 35,0 ha
Zwierciadło wody położone jest na wysokości 124,8 m n.p.m. lub 122,0 m n.p.m. Średnia głębokość jeziora wynosi 1,0 m, natomiast głębokość maksymalna 3,5 m.
Na podstawie badań przeprowadzonych w 1988 roku wody jeziora zaliczono do II klasy czystości.

## Hydronimia
Nazwy Gorczyca i Jezioro Górczyckie pochodzą od nazwiska rudnika przybyłego w XVII w. z Mazowsza, który założył w okolicy fryszerkę (piec hutniczy do oczyszczania rudy), zamkniętą w 1826.
Według urzędowego spisu opracowanego przez Komisję Nazw Miejscowości i Obiektów Fizjograficznych (KNMiOF) nazwa tego jeziora to Jezioro Górczyckie. W różnych publikacjach jezioro to występuje pod nazwą Gorczyckie.